# Бадрак, Николай Григориевич
Николай Григорьевич Бадрак (17 декабря 1951, Кандалакша, Мурманская область, СССР) — артист балета, танцор, хореограф, педагог. Заслуженный артист Украины. Брат балетмейстера Алексея Бадрака.

## Биография
Учился хореографии в Киевском культпросветучилище (1967—1969) и в хореографической студии при ансамбле танца Украины (1968—1970). В Советской армии служил в 1970—1972 годах танцором Краснознаменного им. Александрова ансамбля песни и пляски Советской армии.
Был солистом балета Национального академического ансамбля танца Украины (с 1977 им. Павла Вирского) (1972—1990) и ансамбля танца «Гопак» (1990—1994). Исполнял сольные партии в концертных номерах программы ансамбля П. Вирского «Запорожцы», «Шевчики», « На кукурузном поле», «Чумацкие радости», исполнял трюковые соло в номерах «Ползунец», «Киевские парни», «Запорожцы», «Моряки», «Русский танец», «Гопак». Выступал в театральной трупе «Артистико», (2002—2004, Милан, Италия) в спектакле «Скрипач на крыше».
Снимался в кинофильмах «Пропавшая грамота» (1972) и «Ночь в мае» (1991) на киностудии имени Довженко.
С 1994 года педагог детского образцового хореографического ансамбля «Соняшник», Деснянского района города Киева, 1998 по настоящие время — педагог народного художественного хореографического ансамбля «Чистые росы», Соломенского района города Киева.

## Награды
За добросовестный труд и преданность украинскому искусству награждён:
- Медалью «1500 лет Киеву»;
- Медалью «Ветеран труда»;
- Орденом «Знак Почёта».

В 1985 году присвоено почётное звание, «Заслуженный артист Украины».